# 에피네프린 (약물)
에피네프린 또는 아드레날린은 아나필락시스, 심정지, 천식, 피상 출혈 등 여러 가지 질환을 치료하는 데 사용된다. 흡입 된 에피네프린은 크룹의 증상을 개선하는 데 사용될 수 있다. 다른 치료법이 효과적이지 않을 때 천식에도 사용될 수 있다. 정맥 주사, 근육 주사, 흡입 또는 피하 주사로 제공된다.